# Kaplotus
Kaplotus (Nymphaea capensis) är en art i familjen näckrosväxter som förekommer i tropiska och södra Afrika, samt på Madagaskar. Den används som prydnadsväxt i varmare länder och har även förvildats på flera håll. Kaplotus är mycket mångformig i det vilda och systematiskt är arten svår att avgränsa från bland andra dvärglotusen (N. colorata) och egyptisk blålotus (N. caerulea).
Kaplotus är kraftigväxande, flerårig, vattenlevande ört. De runda eller ovala bladen är först gröna, senare blir de ofta fläckiga och slutligen helt purpur- till brunaktiga med gröna nerver, de har kraftigt vågiga eller tandade kanter. Bladen blir 25-40 cm i diameter. De skålformade, dagöppna blommorna är väldoftande och blir 20-25 cm i diameter och hålls cirka 20 cm ovanför vattenytan. De består av 4 foderblad och 20-30 blå till violetta kronblad. Odlade former kan också vara vita eller rosa. Plantor med mörkt blå blommor har tidigare urskiljts som var. zanzibarensis.
Kaplotus används som prydnadsväxt i varma länder och är flitigt använd som förälder till tropiska dagblommande hybrider.
Från dvärglotusen skiljs arten främst genom sin storlek. Egyptisk blålotus har blad utan tydligt vågig kant och mindre, vanligen blekare blommor.

## Synonymer
För vetenskapliga synonymer, se Wikispecies.